# Ronnie Peterson
Bengt Ronnie Peterson (Örebro, 14 de fevereiro de 1944 — Milão, 11 de setembro de 1978), apelidado de O Sueco Voador, foi um automobilista que guiou na Fórmula 1 na década de 1970.

## Biografia
Ronnie Peterson nasceu em Örebro, na vizinhança de Almby. Ele desenvolveu sua pilotagem muito jovem, quando ainda competia no kart, e carregou esse estilo até a Fórmula 1 — muitas das mais conhecidas fotografias de Peterson ao volante retratam seu carro deslizando nas quatro rodas em alguma curva qualquer. Peterson dominava esta técnica — também conhecida como drift — como poucos pilotos da história. Era extremamente arrojado e hábil, em contraste com sua aparência delicada, com seu físico relaxado e um jeito tímido que lhe rendeu fama de frio.

### Fórmulas Dois e Um
Ronnie fez sua estreia na Fórmula 1 guiando para a March, no GP de Mônaco de 1970. Antes, após os tempos de kart, ele participou da Fórmula 3 competindo pela equipe Svebe. Em 1971 obteve 5 segundos lugares, que lhe valeram o vice-campeonato; naquele ano ainda venceu o campeonato europeu de Fórmula 2 guiando pela March. Peterson permaneceu na March até o campeonato de 1972, quando assinou contrato com a Lotus preta para competir ao lado do brasileiro Emerson Fittipaldi na temporada seguinte.

### 1973–1976
Sua primeira vitória na sua nova equipe aconteceu no Grande Prêmio da França de 1973. Naquele ano venceu mais três vezes.
Em 1974 obteve mais três vitórias, nos GPs da França, Itália e Mônaco. Depois de um ano ruim em 1975, em que o Lotus 76 provou ser um erro, voltou a guiar pela March, equipe pela qual venceu o GP da Itália de 1976.

### 1977–1978
Em 1977 Peterson correu pela equipe Tyrrell, com o lendário Tyrrell P34 de seis rodas, mas a antes vitoriosa esquadra dos carros azuis já havia iniciado sua longa e irreversível decadência. O ano foi particularmente ruim para Peterson e, para surpresa de muitos, o sueco voltou a assinar contrato com a Lotus para a temporada de 1978.
Pela equipe de Colin Chapman, que havia aperfeiçoado o revolucionário conceito aerodinâmico do carro asa, Peterson venceu os GPs da África do Sul e Áustria. Mesmo assim, por condição contratual imposta pela equipe, não lhe foi permitido duelar diretamente com o companheiro de equipe Mario Andretti, primeiro piloto do time. Apesar de os resultados já lhe assegurarem o vice-campeonato, tal situação na Lotus levou Peterson a negociar uma possível ida para a McLaren na temporada de 1979.
A Lotus chegou ao GP da Itália com a possibilidade de tornar Andretti campeão antecipado. Nos treinos, Peterson teve seu carro titular danificado, e precisou recorrer ao carro reserva, que era um modelo mais antigo da Lotus.

#### Morte
Foi exatamente nesta corrida que estreou na F-1 o semáforo, em substituição ao antigo método de largada em que se baixava uma bandeira com as cores do país-sede do GP. No entanto, o diretor da prova, Gianni Restelli, atrapalhou-se com a novidade: antes que os carros das últimas filas do grid houvessem parado após a volta de apresentação, foi acionada a luz verde. Os pilotos que vinham de trás, portanto, arrancaram em maior velocidade, o que fez com que todos os carros chegassem juntos ao ponto em que a reta se estreitava antes da Chicane Goodyear. Alguns carros se tocaram, e o Lotus de Peterson foi jogado para fora da pista, ao encontro do guard-rail. O choque danificou seriamente a parte dianteira do Lotus e rompeu os tanques de combustível, causando um grande incêndio. Peterson foi tirado do carro com graves ferimentos nas pernas, por bombeiros e outros pilotos, e foi internado. Os primeiros procedimentos médicos no atendimento incluíram a amputação do pé esquerdo do piloto. No dia seguinte, Ronnie Peterson faleceu, vítima de embolia causada pelas fraturas. Ele tinha 34 anos de idade.
Nas entrevistas dos pilotos após a prova, o inglês James Hunt declarou que, pelo som que emitia no momento da largada, o antigo Lotus reserva que Peterson estava usando parecia ter problemas e não acelerar devidamente, o que teria contribuído para o desastre. No mesmo acidente foi seriamente ferido o piloto italiano Vittorio Brambilla, atingido na cabeça por uma roda solta de um dos carros envolvidos, e alguns meses depois outro piloto italiano, Riccardo Patrese, foi colocado em sursis pela FIA, sob a acusação de ter sido elemento culposo do acidente. Por conta da confusão ocorrida com o uso do semáforo no GP da Itália, determinou-se que a largada só poderia ser dada depois que um fiscal atravessasse o grid com uma bandeira verde na mão, sinalizando que todos os carros haviam parado.

## Todos os resultados de Ronnie Peterson na Fórmula 1
(Legenda: Corridas em negrito indicam pole position; corridas em itálico indicam volta mais rápida.)
| Ano  | Equipe                          | Chassis     | Motor                | Pneus | 1       | 2       | 3       | 4       | 5       | 6       | 7       | 8       | 9       | 10      | 11      | 12      | 13      | 14      | 15      | 16      | 17      | Pontos | Posição  |
| ---- | ------------------------------- | ----------- | -------------------- | ----- | ------- | ------- | ------- | ------- | ------- | ------- | ------- | ------- | ------- | ------- | ------- | ------- | ------- | ------- | ------- | ------- | ------- | ------ | -------- |
| 1978 | John Player Team Lotus          | Lotus 78    | Ford Cosworth DFV V8 | G     | ARG 5º  | BRA Ret | AFS 1º  | USW 4º  | MON Ret | BEL 2º  |         |         |         |         |         |         |         | ITA Ret |         |         |         | 51     | 2º       |
| 1978 | John Player Team Lotus          | Lotus 79    | Ford Cosworth DFV V8 | G     |         |         |         |         |         |         | ESP 2º  | SUE 3º  | FRA 2º  | GBR Ret | ALE Ret | AUT 1º  | HOL 2º  |         |         |         |         | 51     | 2º       |
| 1977 | Elf Tyrrell Racing              | Tyrrell P34 | Ford Cosworth DFV V8 | G     | ARG Ret | BRA Ret | AFS Ret | USW Ret | ESP 8º  | MON Ret | BEL 3º  | SUE Ret | FRA 12º | GBR Ret | ALE 9º  | AUT 5º  | HOL Ret | ITA 6º  | USA 16º | CAN Ret | JAP Ret | 7      | 14º      |
| 1976 | John Player Team Lotus          | Lotus 77    | Ford Cosworth DFV V8 | G     | BRA Ret |         |         |         |         |         |         |         |         |         |         |         |         |         |         |         |         | 10     | 11º      |
| 1976 | March Engineering               | March 761   | Ford Cosworth DFV V8 | G     |         | AFS Ret | USW 10º | ESP Ret | BEL Ret | MON Ret | SUE 7º  | FRA 19º | GBR Ret | ALE Ret | AUT 6º  | HOL Ret | ITA 1º  | CAN 9º  | USA Ret | JAP Ret |         | 10     | 11º      |
| 1975 | John Player Team Lotus          | Lotus 72E   | Ford Cosworth DFV V8 | G     | ARG Ret | BRA 15º | AFS 10º | ESP Ret | MON 4º  | BEL Ret | SUE 9º  | HOL 15º | FRA 10º | GBR Ret | ALE Ret | AUT 5º1 | ITA Ret | EUA 5º  |         |         |         | 6      | 13º      |
| 1974 | John Player Team Lotus          | Lotus 72E   | Ford Cosworth DFV V8 | G     | ARG 13º | BRA 6º  |         |         |         | MON 1º  | SUE Ret | HOL 8º  | FRA 1º  | GBR 10º |         | AUT Ret | ITA 1º  | CAN 3º  | USA Ret |         |         | 35     | 5º       |
| 1974 | John Player Team Lotus          | Lotus 76    | Ford Cosworth DFV V8 | G     |         |         | AFS Ret | ESP Ret | BEL Ret |         |         |         |         |         | ALE 4º  |         |         |         |         |         |         | 35     | 5º       |
| 1973 | John Player Team Lotus          | Lotus 72D   | Ford Cosworth DFV V8 | G     | ARG Ret | BRA Ret | AFS 11º |         |         |         |         |         |         |         |         |         |         |         |         |         |         | 52     | 3º       |
| 1973 | John Player Team Lotus          | Lotus 72E   | Ford Cosworth DFV V8 | G     |         |         |         | ESP Ret | BEL Ret | MON 3º  | SUE 2º  | FRA 1º  | ING 2º  | HOL 11º | ALE Ret | AUT 1º  | ITA 1º  | CAN Ret | USA 1º  |         |         | 52     | 3º       |
| 1972 | STP March Racing Team           | March 721G  | Ford Cosworth DFV V8 | G     | ARG 6º  | AFS 5º  |         |         |         |         |         |         |         |         |         |         |         |         |         |         |         | 12     | 9º       |
| 1972 | STP March Racing Team           | March 721X  | Ford Cosworth DFV V8 | G     |         |         | ESP Ret | MON 11º | BEL 9º  |         |         |         |         |         |         |         |         |         |         |         |         | 12     | 9º       |
| 1972 | STP March Racing Team           | March 721G  | Ford Cosworth DFV V8 | G     |         |         |         |         |         | FRA 5º  | GBR 7º  | ALE 3º  | AUT 12º | ITA 9º  | CAN DSQ | USA 4º  |         |         |         |         |         | 12     | 9º       |
| 1971 | STP March Racing Team           | March 711   | Ford Cosworth DFV V8 | F     | AFS 10º | ESP Ret | MON 2º  | HOL 4º  |         | GBR 2º  | ALE 5º  | AUT 8º  | ITA 2º  | CAN 2º  | USA 3º  |         |         |         |         |         |         | 33     | 2º       |
| 1971 | STP March Racing Team           | March 711   | Alfa Romeo T33 V8    | F     |         |         |         |         | FRA Ret |         |         |         |         |         |         |         |         |         |         |         |         | 33     | 2º       |
| 1970 | Antique Automobiles Racing Team | March 701   | Ford Cosworth DFV V8 | G     |         |         | MON 7º  | BEL NC  |         |         |         |         |         |         |         |         |         |         |         |         |         | 0      | NC (27º) |
| 1970 | Colim Crabble Racing            | March 701   | Ford Cosworth DFV V8 | G     |         |         |         |         | HOL 9º  | FRA Ret | GBR 9º  | ALE Ret |         | ITA Ret | CAN NC  | USA 11º |         |         |         |         |         | 0      | NC (27º) |

↑1  Foi atribuído metade dos pontos, porque o número de voltas não alcançou 75% de sua distância percorrida. Peterson marcou 1 ponto com o 5º lugar.

## Vitórias por equipe
- Lótus: 9
- March: 1